# Ben és Holly apró királysága
A Ben és Holly apró királysága vagy Manó Benő és Lili hercegnő apró királysága (eredeti cím: Ben and Holly's Little Kingdom) 2009 és 2012 között vetített brit televíziós flash animációs fantasy sorozat, amelynek rendezői, alkotói és írói Mark Baker és Neville Astley.
Az Egyesült Királyságban a BBC Two és a Five mutatta be 2009. július 4-én. Magyarországon a Nickelodeon, az M2 és a Tv2 Kids sugározta.

## Ismertető
A történet Manókról és tündérekről szól, akik egy szedercserjék közt megbúvó királyságban élnek. Az itt élők mind nagyon aprócskák,Lucával az óriásbarátjukkal titokban tartják hogy léteznek.(de csak az óriások előtt). Az egyik főszereplő Benő, aki Manó, a másik pedig Lili, aki tündér. A Manók a Nagy Tölgyfában élnek, a tündérek pedig az Aprócska Kastélyban és a tündérfaluban laknak. Benő és Lili legkedvesebb barátja még Guszti, a Katica.

## Szereplők
| Szereplő                            | Eredeti hang        | Magyar hang (Nickelodeon) | Magyar hang (M2) |
| ----------------------------------- | ------------------- | ------------------------- | ---------------- |
| Kobold Ben / Manó Benő              | Preston Nyman       | Penke Soma                | Gerő Botond      |
| Holly Hercegnő / Lili Hercegnő      | Sian Taylor         | Károlyi Lili              | Koller Virág     |
| Bogáncskirály                       | Ian Puleston-Davies | Kajtár Róbert             | Holl Nándor      |
| Bogáncskirályné                     | Sara Crowe          | N/A                       | Kovács Nóra      |
| Pipacs és Pitypang                  | Zoe Baker           | N/A                       | Antal Virág      |
| Szilvadadus                         | Sarah Ann Kennedy   | Grúber Zita               | Náray Erika      |
| Bölcs öreg kobold / Bölcs öreg manó | David Graham        | Várday Zoltán             | Szokolay Ottó    |
| Koboldpapa / Manópapa               | John Sparkes        | Kapácsy Miklós            | Vári Attila      |
| Manó mama                           | Judy Flynn          | N/A                       | Oláh Orsolya     |
| Mesélő                              | N/A                 | Bolla Róbert              | Papp János       |

## Epizódok

### 1. évad
| #   | #   | Magyar cím (Nickelodeon / Nick Jr.) | Magyar cím (M2)                 | Eredeti cím                 |
| --- | --- | ----------------------------------- | ------------------------------- | --------------------------- |
| 1.  | 1.  | A tündérkirály lakomája             | A tündérkirályi kirándulás      | The Royal Fairy Picnic      |
| 2.  | 2.  | Gaston, a katicabogár               | Guszti, a katicabogár           | Gaston the Ladybird         |
| 3.  | 3.  | Holly varázspálcája                 | Lili varázspálcája              | Holly's Magic Wand          |
| 4.  | 4.  | A koboldtanya                       | A manótanya                     | The Elf Farm                |
| 5.  | 5.  | Daisy és Poppy                      | Pipacs és Pitypang              | Daisy and Poppy             |
| 6.  | 6.  | Bogáncskirályné teáskészlete        | Bogáncskirályné teáskannája     | Queen Thistle's Teapot      |
| 7.  | 7.  | A békakirály                        | A békakirályfi                  | The Frog Prince             |
| 8.  | 8.  | A király zsúfolt napja              | Az elfoglalt király             | The King's Busy Day         |
| 9.  | 9.  | Móka, kacagás                       | Móka, kacagás                   | Fun and Game                |
| 10. | 10. | Bogáncskirály gyengélkedik          | Bogáncskirály gyengélkedik      | King Thistle Is Not Well    |
| 11. | 11. | Az elveszett tojás                  | Az elkallódott tojás            | The Lost Egg                |
| 12. | 12. | A koboldjátékok                     | Manóolimpia                     | The Elf Games               |
| 13. | 13. | Szilvadadus leckéje                 | Szilvadadus leckéje             | Nanny Plum's Lesson         |
| 14. | 14. | A koboldgyár                        | A manógyár                      | The Elf Factory             |
| 15. | 15. | A boszorkány                        | A boszorkány                    | Mrs. Witch                  |
| 16. | 16. | A koboldok napja                    | Manó muri                       | Elf Joke Day                |
| 17. | 17. | Bogáncskirály új ruhája             | A király új ruhája              | King Thistle's New Clothes  |
| 18. | 18. | Koboldiskola                        | Manótanoda                      | Elf School                  |
| 19. | 19. | A királyi golfpálya                 | A király golfozik               | The Royal Golf Course       |
| 20. | 20. | Reggel, délben, este                | Reggel, délben, este            | Morning, Noon and Night     |
| 21. | 21. | Vendégül látjuk Gastont             | Guszti vendégségben             | Gaston's Visit              |
| 22. | 22. | Tengerparti utazás                  | Tengerparti kirándulás          | A Trip to the Seaside       |
| 23. | 23. | Ben születésnapi üdvözlő kártyája   | Benő szülinapja                 | Ben's Birthday Card         |
| 24. | 24. | Könyvek                             | Csillagok, csillagok            | Books                       |
| 25. | 25. | Betty, a hernyó                     | Hernyó Hédi                     | Betty Caterpillar           |
| 26. | 26. | Holly királynő                      | Lili királynő                   | Queen Holly                 |
| 27. | 27. | A fogtündér                         | A fogtündér                     | The Tooth Fairy             |
| 28. | 28. | A koboldok szélmalma                | A manómalom                     | The Elf Windmill            |
| 29. | 29. | A koboldok zenekara                 | A manózenekar                   | The Elf Band                |
| 30. | 30. | A hangyaolaj                        | A hangyagyár                    | The Ant Hill                |
| 31. | 31. | Rőt Szakáll, a koboldkalóz          | Rőt Szakáll, a manókalóz        | Redbeard the Elf pirate     |
| 32. | 32. | Ebihalak                            | A békaporontyok                 | Tadpoles                    |
| 33. | 33. | Tehenek                             | Boci-boci tarka                 | Cows                        |
| 34. | 34. | Bogáncskirályné szabadnapja         | A királynő szabadnapja          | Queen Thistle's Day Off     |
| 35. | 35. | Természetismeret                    | Környezetóra                    | Nature Class                |
| 36. | 36. | A játékrobot                        | A játékrobot                    | Toy Robot)                  |
| 37. | 37. | Berry, az óriásszörny               | Baljós böhöm                    | Big Bad Barry               |
| 38. | 38. | Bogáncskirály születésnapja         | A király születésnapja          | King Thistle's Birthday     |
| 39. | 39. | A varázspálcagyár                   | A varázspálcaműhely             | The Wand Factory            |
| 40. | 40. | A kempingezés                       | A sátorozás                     | Camping Out                 |
| 41. | 41. | Vacsoravendégek                     | A díszvacsora                   | Dinner party                |
| 42. | 42. | A fakopáncs                         | A fakopáncs                     | Woodpecker                  |
| 43. | 43. | Daisy és Poppy kisállata            | Hörcsög a háznál                | Daisy and Poppy's Pet       |
| 44. | 44. | A koboldrakéta                      | A manórakéta                    | The Elf Rocket              |
| 45. | 45. | Piknik a holdon                     | Uzsonna a holdon                | Picnic on the Moon          |
| 46. | 46. | Lucy piknikje                       | A nagy manótorony               | Lucy's Picnic               |
| 47. | 47. | A makknap                           | A nagy makknap                  | Aconn day                   |
| 48. | 48. | A kobold tengeralattjáró            | A tengeralattjáró               | The Elf Submarine           |
| 49. | 49. | Látogatóban Körömvirágéknál         | Vendégségben                    | Visiting the Marigolds      |
| 50. | 50. | A parti                             | A zsúr                          | The party                   |
| 51. | 51. | Havazik                             | Hó, hahó!                       | Snow                        |
| 52. | 52. | Északi-sark                         | Az északi-sarkon                | The North Pole              |
| 53. | 53. | Vándor rázva                        | A Vándor rázva                  | Shaken Wandering            |
| 54. | 54. | Holly szemüveg                      | Lili szemüveg                   | Holly Glasses               |
| 55. | 55. | Egy bajkeverők harca                | Bajkeverő                       | Stone Troubles              |
| 56. | 56. | A kobold növénye                    | A manónövénye                   | The Elf Plant               |
| 57. | 57. | Koboldpapa jégkréme                 | Manópapa jégkréme               | Mr Elf Ice Cream            |
| 58. | 58. | A mogyorónap                        | A nagy mogyorónap               | Peanut day                  |
| 59. | 59. | Kockázatos furikázás                | Kocsi furikázás                 | High-Risk Diving            |
| 60. | 60. | Daisy és Poppy Lufinapoka           | Pipacs és Pitypang a lufinapoka | Daisy and Poppy Balloon Day |

### 2. évad
| #    | #   | Magyar cím (Nickelodeon / Nick Jr.)                                  | Magyar cím (M2)                                      | Eredeti cím                                                 |
| ---- | --- | -------------------------------------------------------------------- | ---------------------------------------------------- | ----------------------------------------------------------- |
| 53.  | 1.  | Óriások az irtáson                                                   | Óriási baj                                           | Giants in the Meadow                                        |
| 54.  | 2.  | Füge néni varázsiskolája                                             | Fügenéni varázstanodája                              | Mrs. Fig's Magic Shool                                      |
| 55.  | 3.  | Daisy és Poppy ovija                                                 | A bezárt bölcsi                                      | Daisy & Poppy's Playgroup                                   |
| 56.  | 4.  | Varázslatmentes nap                                                  | A varázslatmentes nap                                | No Magic Day                                                |
| 57.  | 5.  | Kémek                                                                | Kémtörténet                                          | Spies                                                       |
| 58.  | 6.  | Nehéz idők                                                           | A munka ára                                          | Hard Times                                                  |
| 59.  | 7.  | Gaston iskolába megy                                                 | Bogártanoda                                          | Gaston Goes to School                                       |
| 60.  | 8.  | Koboldmentők                                                         | A manómentő                                          | Elf Rescue                                                  |
| 61.  | 9.  | Egy nap Lucy iskolájában                                             | Lucával az iskolában                                 | Lucy's School                                               |
| 62.  | 10. | A kis sárkány                                                        | A kis sárkány                                        | Baby Dragon                                                 |
| 63.  | 11. | Szilvababus                                                          | Szilvababa                                           | Dolly Plum                                                  |
| 64.  | 12. | Az elveszett város                                                   | Az elveszett város                                   | The Lost City                                               |
| 65.  | 13. | A hullócsillag                                                       | A hullócsillag                                       | The Shooting Star                                           |
| 66.  | 14. | Dadus varázsvizsgája                                                 | A varázsvizsga                                       | Nanny's Magic Test                                          |
| 67.  | 15. | Gaston, a megmentő                                                   | Guszti, a megmentő                                   | Gaston to the Rescue                                        |
| 68.  | 16. | Süti néni természetjárása                                            | A környezetóra                                       | Miss Cookie's Nature Trail                                  |
| 69.  | 17. | Az új varázspálca                                                    | Az új varázspálca                                    | The New Wand                                                |
| 70.  | 18. | Szuperhősök                                                          | Szuperhősök                                          | Superheroes                                                 |
| 71.  | 19. | Tavaszi nagytakarítás Boszi néninél                                  | Tavaszi nagytakarítás                                | Mrs. Witch's Spring Clean                                   |
| 72.  | 20. | A gyümölcsszüret                                                     | A szüret                                             | The Fruit Harvest                                           |
| 73.  | 21. | Gaston bácsi                                                         | Guszti bácsi                                         | Uncle Gaston                                                |
| 74.  | 22. | Vízvezeték-szerelés                                                  | A csöpögő csap                                       | Plumbing                                                    |
| 75.  | 23. | Óriás Ben és Holly                                                   | Óriás Benő és óriás Lili                             | Big Ben & Holly                                             |
| 76.  | 24. | Daisy és Poppy megbolondul                                           | Az elszabadult ikrek                                 | Daisy & Poppy Go Babanas                                    |
| 77.  | 25. | Koboldpapa nyaralni megy                                             | Manópapa szabadságon                                 | Mr. Elf Takes a Holiday                                     |
| 78.  | 26. | A méhecskék                                                          | Méhészész                                            | Honey Bees                                                  |
| 79.  | 27. | Pizsamaparti Lucyval                                                 | Luca az apró királyságban                            | Lucy's Sleepover                                            |
| 80.  | 28. | Bakanéni lovaglóiskolája                                             | Hilda néni csigaldája                                | Miss Jolly's Riding Club                                    |
| 81.  | 29. | Itt a tavasz                                                         | Tavaszi zsongás                                      | Springtime                                                  |
| 82.  | 30. | Kalózkincs                                                           | Kalózok kincse                                       | Pirate Treasure                                             |
| 83.  | 31. | Gaston állatorvoshoz megy                                            | Az állatorvosnál                                     | Gaston Goes to the Vet                                      |
| 84.  | 32. | Nagyi és nagypapa                                                    | Nagyanyó és nagyapó                                  | Granny and Granpapa                                         |
| 85.  | 33. | A törpebánya                                                         | A bányásztörpék                                      | The Dwarf Mine                                              |
| 86.  | 34. | Lucy kobold és tündérpartija                                         | Luca manó és tündérzsúrja                            | Lucy's Elf & Fairy Party                                    |
| 87.  | 35. | A Bong bolygó – 1. rész                                              | A Bong bolygó – 1. rész                              | Planet Bong – Episode 1                                     |
| 88.  | 36. | A Bong bolygó – 2. rész                                              | A Bong bolygó – 2. rész                              | Planet Bong – Episode 2                                     |
| 89.  | 37. | A királyné sütit süt                                                 | A királyné sütije                                    | The Queen Bakes Cakes                                       |
| 90.  | 38. | A boszorkányverseny                                                  | A boszorkányverseny                                  | The Witch Competition                                       |
| 91.  | 39. | Utazás a Föld középpontja felé                                       | Utazás a Föld középpontja felé                       | Journey to the Centre of the Earth                          |
| 92.  | 40. | Rőt Szakáll szivárványa                                              | Rőt Szakáll szivárványa                              | Redbeard's Rainbow                                          |
| 93.  | 41. | Rókakölykök                                                          | Rókakölykök                                          | Fox Cubs                                                    |
| 94.  | 42. | Szilva dadus és a Bölcs öreg kobold egy egész napra munkát cserélnek | Szilva kisasszony és Bölcs öreg manó fordított napja | Nanny Plum and the Wise Old Elf Swap Jobs for One Whole Day |
| 95.  | 43. | A nagyon fontos személy                                              | Leopold király                                       | The Very Important Person                                   |
| 96.  | 44. | Bunty II                                                             | II. Bunty                                            | Bunty II                                                    |
| 97.  | 45. | Gaston eltűnik                                                       | Hol vagy, Guszti?                                    | Gaston is Lost                                              |
| 98.  | 46. | Vadnyugati csirketerelés                                             | A csirketerelés                                      | Chickens Ride West                                          |
| 99.  | 47. | A hableány                                                           | A kis hableány                                       | The Mermaid                                                 |
| 100. | 48. | Daisy és Poppy múzeumba mennek                                       | Pipacs és Pitypang a múzeumban                       | Daisy & Poppy Go to the Museum                              |
| 101. | 49. | Apák napja                                                           | Apák napja                                           | Fathers Day                                                 |
| 102. | 50. | Gaston szülinapja                                                    | Guszti születésnapja                                 | Gaston's Birthday                                           |
| 103. | 51. | Ben és Holly karácsonya – 1. rész                                    | Benő és Lili karácsonya – 1. rész                    | Ben's and Holly's Christmas – Part 1                        |
| 104. | 52. | Ben és Holly karácsonya – 2. rész                                    | Benő és Lili karácsonya – 2. rész                    | Ben's and Holly's Christmas – Part 2                        |